# Povijest krunice
Povijest krunice predmet je rasprava među znanstvenicima. Točno podrijetlo krunice kao molitve nije jasno. Upotreba uzlastih molitvenih užadi u kršćanstvu seže do pustinjskih otaca u 3. i ranom 4. stoljeću. Molitvena pomagala za brojanje korištena su za molitve u kršćanskom redovništvu. Razdoblje nakon Efeškog sabora 431. svjedočilo je postupnom rastu upotrebe marijanskih molitvi tijekom srednjeg vijeka.
Praksa meditacije tijekom moljenja Zdravo Marije pripisana je Dominiku Pruskom (autoru Liber experientiae 1458.), kartuzijanskom redovniku iz 15. stoljeća, koji ju je nazvao "Život Isusove krunice" (lat. Vita Christi Rosarium). Međutim, 1977. godine, teolog iz Triera po imenu Andreas Heinz otkrio je krunicu vita Christi koja datira iz 1300. godine, što sugerira da podrijetlo sadašnje krunice seže barem do tog vremena.
Kršćanska pobjeda u bitci kod Lepanta 1571. pripisana je molitvi krunice od strane Europljana na zahtjev pape Pija V. i na kraju je rezultirala Gospinom krunicom. Godine 1569. papinskom bulom „Consueverunt Romani Pontifices” ustanovljena je pobožnost krunice u Katoličkoj Crkvi. Godine 2002. papa Ivan Pavao II. uveo je svjetlosna otajstva – na temelju kompilacije Georgea Prece, prvog malteškog sveca – kao opciju u apostolskom pismu o krunici, „Rosarium Virginis Mariae”.
Pobožni kršćani koristili su vrpcu Pater Noster s perlama za molitvu 150 Psalama, koje su kršćanski redovnici svakodnevno recitirali u molitvi kanonskih sati. Budući da mnogi laici, pa čak i redovnici laici, nisu znali čitati, Psalme su zamijenili sa 150 ponavljanja molitve Oče naša (Pater noster na crkvenom latinskom), ponekad koristeći uže s čvorovima kako bi vodili točan broj.
Prema dominikanskoj tradiciji, 1208. godine krunicu je sv. Dominiku dala u ukazanju Blažena Djevica Marija u crkvi Prouille. Ovo marijansko ukazanje dobilo je naslov Gospe od Ružarija. Većina znanstvenika slaže se da ova inačica događaja pripada više u područje legendi nego u povijest te da se krunica razvijala postupno tijekom nekoliko stoljeća.
U 15. stoljeću Alain de la Roche, dominikanski svećenik i teolog, navodno je dobio viziju od Isusa o hitnosti ponovnog uspostavljanja krunice kao oblika molitve. Rekao je i da je dobio Marijinih "15 obećanja". Prije svoje smrti 8. rujna 1475. ponovno je uspostavio krunicu u mnogim zemljama i osnovao mnoge bratovštine krunice. Unatoč popularnosti njegove priče o podrijetlu krunice, nikada nije pronađen nijedan povijesni dokaz koji bi pozitivno poveivao Dominika s krunicom. Priča o Dominikovoj pobožnosti krunici i navodnom ukazanju Gospe od Ružarija ne pojavljuje se ni u jednom dokumentu Crkve ili dominikanskog reda prije pisanja de la Rochea, nekih 300 godina kasnije.